# 蕭授
蕭授，華容人。明朝軍事將領。
靖難之役時，其由千戶跟從燕王朱棣起兵，官至都指揮同知。永樂十六年，升任右軍都督僉事，擔任總兵官，鎮守湖廣、貴州。宣德元年，鎮遠、邛水民亂，指揮祝貴往撫時被殺，於是他派遣都指揮張名討伐，次年他派都指揮蘇保會宣慰宋斌攻破昆阻比寨。隨後蕭授一邊討伐一邊巡撫，宣德七年諭降安隆酋岑俊，并移兵擊江華苗，討伐富川山，先後攻破。明英宗繼位后，命佩征蠻副將軍印，鎮守如故，后因念其年老，以都督僉事吳亮擔任副官。正統元年，普定阿遲自立為王，并四處攻掠。蕭授派遣顧勇等攻破，之後晉升爲右都督。正統四年，分兵攻下貴州計沙苗族民變。隨後論功，升左都督。同年以老致仕，之後起視管理右軍都督府。正統十年去世，贈臨武伯，謚靖襄。